# Friedrich Adler (arkitekt)
Johannes Heinrich Friedrich Adler, född 15 oktober 1827 i Berlin, död där 15 september 1908, var en tysk arkitekt.

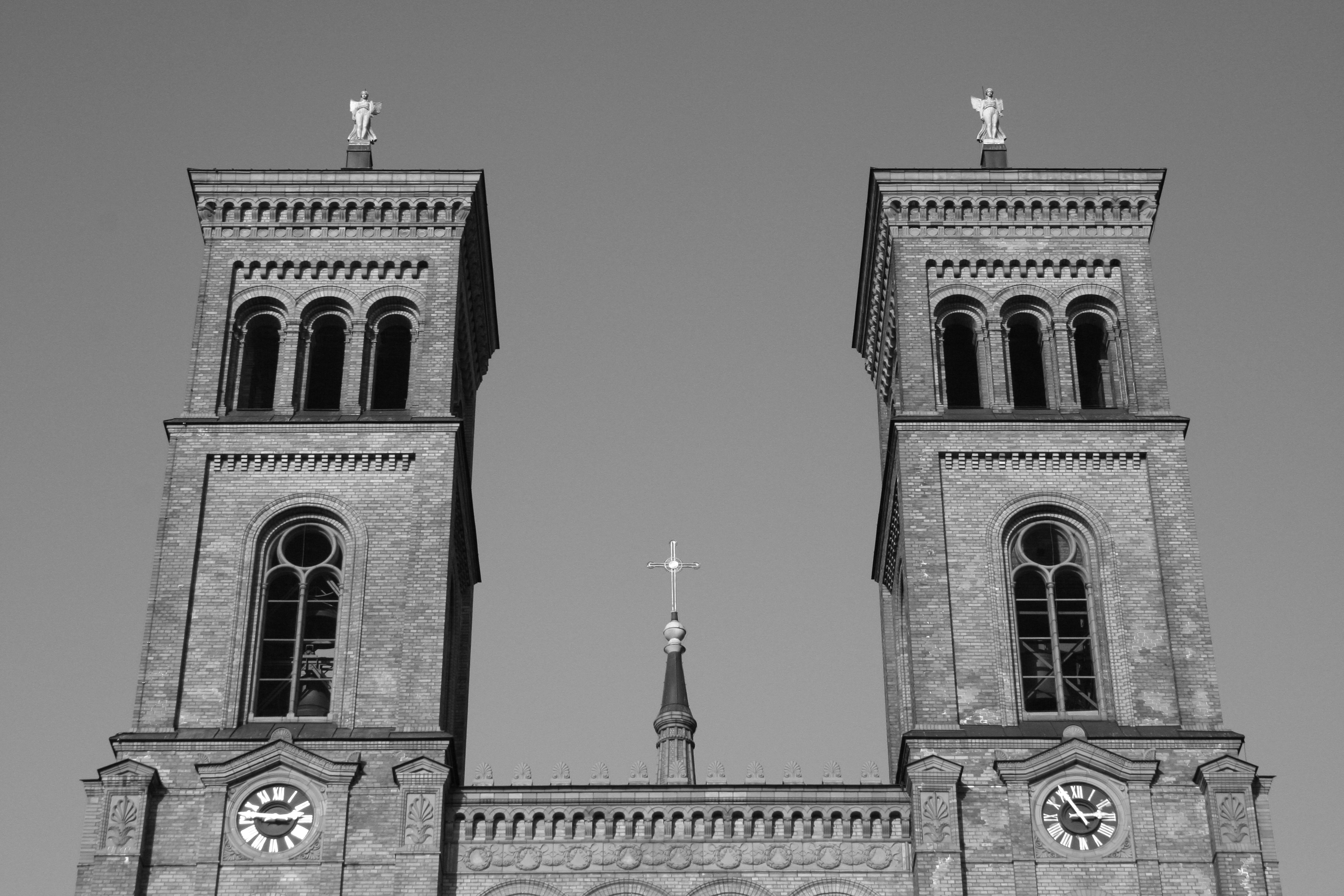
Thomaskirche i Berlin, tornen.

Han var efter hemkomsten från långvariga resor verksam som praktisk arkitekt i Berlin, blev professor vid Bauakademien samt medlem av direktoriet för utgrävningarna i Olympia. Som byggmästare försökte han förena klassiska byggnadsformer med medeltidens stilar, till exempel antika element med den romanska rundbågsstilen i Thomaskirche i Berlin (1865-69). I övrigt byggde han en liten gotisk Kristuskyrka i Berlin, många andra kyrkor, många privathus med utmärkande fasadbildning samt åtskilliga segermonument. Han utövade även en ganska stor författarverksamhet.